# Arafō Otoko no Isekai Tsūhan
Arafō Otoko no Isekai Tsūhan (アラフォー男の異世界通販生活 Arafō Otoko no Isekai Tsūhan Seikatsu?) es una serie de novelas ligeras japonesas escritas por Hifumi Asakura e ilustradas por Yamakawa. La serie se publicó originalmente en el sitio web Shōsetsuka ni Narō, y se subieron capítulos desde septiembre de 2017 hasta junio de 2021. Posteriormente fue adquirida por SB Creative y Tugikuru Corporation, quienes comenzaron a publicarla bajo su sello de novelas ligeras Tugikuru Books en mayo de 2018. 
Una adaptación al manga ilustrada por Umiharu se serializó en la revista Monthly GFantasy de Square Enix desde abril de 2019 hasta mayo de 2024. Una adaptación a serie de televisión de anime de East Fish Studio se emitió en enero a abril de 2025.

## Sipnosis
Ken'ichi Hamada, un dibujante de manga freelance de 38 años que trabaja en Tokio, se siente cada vez más insatisfecho con su vida. Tras regresar a su casa de campo, está empezando a adaptarse a su nuevo estilo de vida cuando de repente se ve desplazado a otro mundo. Allí descubre que todavía puede conectarse a Internet en la Tierra y acceder a su sitio de compras en línea favorito. Utiliza esta habilidad tramposa para vender y comprar cosas que necesita y ganar dinero para ganarse la vida en este nuevo mundo, pero con el tiempo empieza a oír rumores de que puede que no sea la única persona de la Tierra varada en este mundo.

## Personajes
Ken'ichi (ケンイチ?)
 Seiyū: Jun'ichi Suwabe
El protagonista principal, Ken'ichi Hamada, es un mangaka soltero de 38 años que creció en un pueblo rural. Insatisfecho con su vida en la ciudad, regresa después de encontrar una forma de viajar. Después de verse transportado abruptamente a otro mundo y descubrir que de alguna manera todavía puede comprar en Internet, vende artículos que encuentra en el otro mundo y usa los fondos obtenidos para adquirir artículos modernos de alta calidad para venderlos y obtener ganancias. Con ese dinero, espera prepararse para una vida tranquila en el campo; pero cuanto más usa sus habilidades de tramposo, más notoriedad gana. Si se ve obligado a combatir, Ken'ichi usa una excavadora, que mantiene almacenada en una Caja de objetos, como su arma preferida. Más tarde, la princesa Lilith le otorga el título y los poderes de Caballero Sagrado.
Primura (プリムラ Purimura?)
 Seiyū: Kaede Hondo
La hija de Mallow, un rico comerciante de la ciudad de Dahlia. Después de que su criada termina comprando pinzas para la ropa y joyas en el puesto de Kenichi que despiertan su interés, lo invita a su casa para pedirle que las venda exclusivamente a la empresa de su padre, a lo que Kenichi accede. Poco a poco, ella se va fascinando por su amabilidad y los productos exóticos que tiene para ofrecer. Cuando los bandidos de Shaga la secuestran, Kenichi sale a rescatarla y se gana su afecto. Después de que él se muda a Astrantia, ella lo sigue a pie hasta su nuevo hogar, obstinadamente decidida a casarse con él, y más tarde se convierte en la esposa de Ken'ichi. Debido a sus antecedentes, ya está bien versada en la apertura y el mantenimiento de un negocio, por lo que actúa como intermediaria en la venta ambulante de los productos de Ken'ichi en Astrantia.
Anemone (アネモネ?)
 Seiyū: Misaki Kuno
Una niña huérfana de doce años que fue vendida a otra familia por sus padres empobrecidos y luego capturada por la banda de bandidos de Shaga. Después de que Ken'ichi derrota a la banda, ella decide quedarse con él y convertirse en su futura esposa. Más tarde se descubre que tiene un talento innato para la magia y comienza a estudiar para convertirse en maga.
Myarey (ミャレー Myarē?)
 Seiyū: Miyu Tomita
Una mujer bestia felina de aspecto poco femenino, con pelaje negro y rayas tenues, y una arquera experta. Conoce a Ken'ichi por primera vez cuando él comienza a vender productos en Dahlia y se interesa por las especias japonesas. Después de que Ken'ichi se muda de Dahlia para escapar de la atención no deseada de la nobleza local hacia él, Myarey lo sigue a su nuevo hogar.
Nyamena (ニャメナ?)
 Seiyū: Yū Kobayashi
Una mujer bestia felina con pelaje de tigre que es contratada por Primura como guardaespaldas después de que ella se instala en Astrantia con productos proporcionados por Ken'ichi. Después de ser invitada a cenar y de acostumbrarse a las comodidades de la casa de Ken'ichi, también se une a la familia, para gran consternación de Myarey.

## Contenido de la obra

### Novelas ligeras
La novela ligera fue escrito por Hifumi Asakura, Arafō Otoko no Isekai Tsūhan se publicó originalmente en el sitio web de publicación de novelas generadas por usuarios Shōsetsuka ni Narō del 13 de septiembre de 2017 al 24 de junio de 2021. Posteriormente fue adquirido por SB Creative y Tugikuru Corporation, quienes comenzaron a publicarlo bajo su sello de novelas ligeras Tugikuru Books con ilustraciones de Yamakawa el 10 de mayo de 2018. Se han publicado tres volúmenes al 10 de abril de 2019.
| Volúmenes de novelas ligeras publicadas | Volúmenes de novelas ligeras publicadas | Volúmenes de novelas ligeras publicadas |
| Número                                  | Fecha de lanzamiento                    | ISBN                                    |
| --------------------------------------- | --------------------------------------- | --------------------------------------- |
| 1                                       | 10 de mayo de 2018                      | ISBN 978-4-7973-9648-5                  |
| 2                                       | 10 de noviembre de 2018                 | ISBN 978-4-7973-9955-4                  |
| 3                                       | 10 de abril de 2019                     | ISBN 978-4-8156-0230-7                  |

### Manga
Una adaptación al manga ilustrada por Umiharu se serializó en la revista Monthly GFantasy de Square Enix del 18 de abril de 2019 al 17 de mayo de 2024. Sus capítulos se han recopilado en siete volúmenes tankōbon a partir de febrero de 2024.

### Anime
Se anunció una adaptación televisiva de la serie de anime el 17 de agosto de 2024. La serie está producida por East Fish Studio, dirigida por Yoshihide Yūzumi, con Masanao Akahoshi encargando de la composición de la serie, Hiroyuki Moriguchi de los diseños de personajes y Kujira Yumemi de la música. La serie se emitió del 9 de enero al 3 de abril de 2025 en AT-X y otras cadenas. El tema final, "Aikurafuto", es interpretado por Kiminone. Crunchyroll obtuvo la licencia de la serie fuera de Asia.